# Sodore
Sodore este un oraș din Etiopia. În 2005 avea 1867 de locuitori.